# الخان (منطقة)
الخان هي ضاحية في جنوب مدينة الشارقة ، الإمارات العربية المتحدة . تضم الآن مربى الشارقة للأحياء المائية. يتم ترميم عدد من المباني القديمة لإنشاء منطقة تراثية.